# تشال إسماعيل كول تشنغر (ماهرو)
تشال إسماعیل کول تشنغر (بالفارسية: چال اسمعیل کول چنگر) هي معلم جغرافي تقع في إيران في قسم ماهرو الریفي.